# Campanha da Fraternidade de 2016
A Campanha da Fraternidade de 2016 (CF 2016) ou Campanha da Fraternidade Ecumênica), realizada em conjunto com outras denominações cristãs, de forma ecumênica, tem como tema Casa Comum, Nossa Responsabilidade, com o lema "Quero ver o direito brotar como fonte e correr a justiça qual riacho que não seca".

## Conceito
Um dos principais conceitos da CF 2016 é a má distribuição de saneamento básico (esgoto sanitário, limpeza urbana e manejo de resíduos sólidos e de águas pluviais urbanas e a drenagem), que em algumas áreas do mundo se encontra em condições precárias.
Os gestos da campanha serão gestos que as pessoas podem praticar no cotidiano, são eles, pensar em formas de separação do lixo, canalizar água da chuva, cobrar de governos ou estados, etc.
As igrejas participantes da Campanha são a Igreja Católica Romana, a Igreja Episcopal Anglicana, a Igreja Evangélica de Confissão Luterana, a Igreja Católica Ortodoxa (na Antioquia) e a Igreja Presbiteriana.